# برونو توليدو
برونو توليدو (بالإسبانية: Bruno Toledo)‏ هو عداء مسافات طويلة إسباني، ولد في 23 نوفمبر 1973.

## وصلات خارجية
- برونو توليدو على موقع الاتحاد الدولي لألعاب القوى (الإنجليزية)